# 동축 안테나
동축 안테나(coaxial antenna, coaxial dipole)는 반파장의 쌍극 안테나의 특정한 형태로서, 수직 편광 전방향 안테나로 주로 사용된다.

## 역사
아놀드 B. 베일리(Arnold B. Bailey)는 1937년 동축 부품 슬리브 구조를 제공하는 수직 안테나에 대한 특허 신청을 했고, 이후 1939년 12월 26일 "안테나 시스템"(Antenna System)이라는 이름의 2,184,729 미국 특허를 받았다.
보니 크리스털(Bonnie Crystal)은 2003년 크기가 작으면서도, 효율적인 브로드밴드, 와이드밴드, 통제 대역을 제공하는 새로운 유형의 동축 안테나의 특허를 신청했고 2006년 12월 19일 미국 특허 7,151,497  Coaxial Antenna System(동축 안테나 시스템)의 특허를 받았다.

## 구성
가장 기초적인 형태의 경우 1/4 파장 부분의 동축 케이블이 준비되며 이러한 방식으로 내부와 외부의 컨덕터들은 분리되어 있으나 기존의 케이블에 계속 부착되어 있는 방식이다.

## 같이 보기
- 아마추어 무선
- 안테나
- 동축 케이블
- 쌍극 안테나